# بيتر أندرياس هايبيرغ
بيتر أندرياس هايبيرغ (بالدنماركية: Peter Andreas Heiberg)‏ هو كاتب سير ذاتية وكاتب ومؤلف وشاعر دنماركي، ولد في 16 نوفمبر 1758 في Vordingborg ‏ في الدنمارك، وتوفي في 30 أبريل 1841 في باريس في فرنسا.

## وصلات خارجية
- بيتر أندرياس هايبيرغ على موقع الموسوعة البريطانية (الإنجليزية)